# Пульгайм (антарктичний табір)

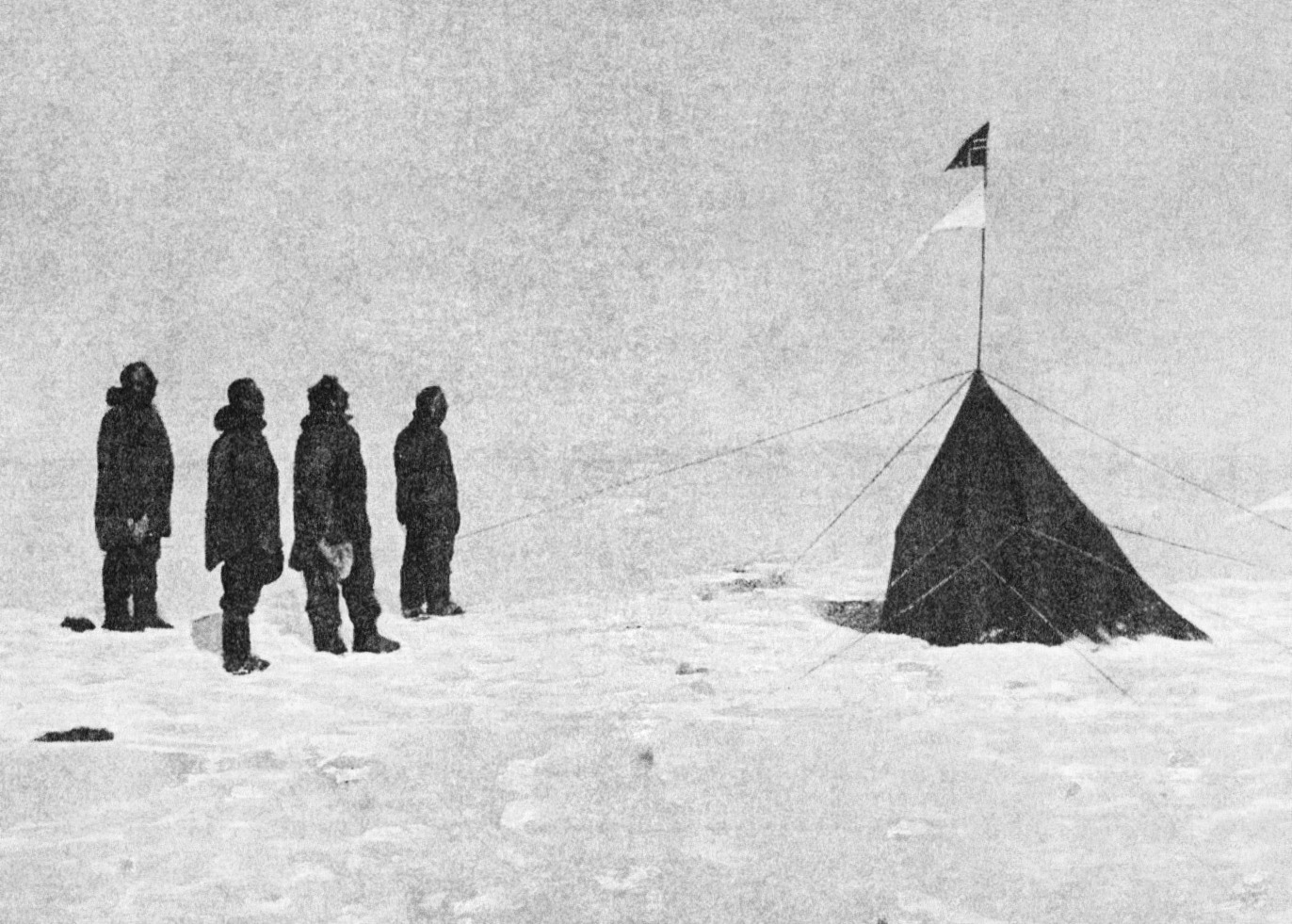
Пульгайм. 1911 р. Фото Бьолана

Пульгайм (норв. Polheim) — табір експедиції  Руаля Амундсена на  Південному полюсі, заснований 14 грудня 1911 року.

## Опис
У таборі було встановлено тримісний намет, який виготував майстер вітрильників «Фрама» Мартін Ріхард Рьонне. Амундсен описував його так:

Намет цей — зразок мистецтва — був зшитий з тонкого шовку; у складеному вигляді помістився б у якісь великій кишені і ледве важив кілограм.

Коли намет ставили, всередині виявилися написи «Рьонне» і «Сюндбека»: «Щасливої дороги!» і «Ласкаво просимо».

## Історія
Перебування на Південному полюсі норвезькі мандрівники відзначили виставленим норвезьким прапором і вимпелом з корабля «Фрам». На дошці всі п'ятеро залишили свої імена. Неподалік від прапора був встановлений намет, який Амундсен брав на той випадок, якщо повертатися доведеться кільком учасникам з п'яти. Проте експедиція була успішною. Полярники відкрили Південний полюс і було вирішено намет залишити у вигляді знака про свою перемогу. Там залишили листи  для англійської експедиції Скотта і для норвезького короля Гокона VII.
Плато, на якому безпосередньо знаходиться Південний полюс, і де було встановлено намет, норвезькі відкривачі назвали на честь свого короля Гокона VII.

## Перебування Амундсена в «Пульгаймі»
У наметі норвезькі полярники-дослідники знаходилися три доби.
Звіти полярних експедицій супроводжувалися гострими дебатами, тому Руаль Амундсен підійшов до визначення географічного положення з особливою відповідальністю. Амундсен був переконаний, що його інструменти визначать місце розташування з похибкою не більше однієї морської милі. Він вирішив «оточити» полюс лижними пробігами на відстані 10 миль від розрахункової точки.
Теодоліт був пошкоджений, тому обсервацію проводили за допомогою секстанта. Сонце за 24 години зробило навколо табору коло, не ховаючись за горизонтом.
17 грудня Амундсен вирішив, що знаходиться в істинній точці Південного полюсу і зробив новий 24-годинний цикл вимірювань. Кожну обсервацію виконували дві людини, вони ретельно фіксували результати у навігаційному журналі. Четверо з п'яти мандрівників мали кваліфікацію навігаторів (всі, крім Олафа Бьолана).
З обчислень Амундсена випливало, що група знаходиться за 1,5 милі (близько 2,4 кілометри) від полюсу, і два учасники позначили прапорами і «оточили» розрахункове місце.
Таким чином, заради достовірності підкорення Південний полюс був «оточений» експедицією тричі. Провівши вимірювання і обчислення, Амундсен визначив, що їх позиція приблизно на 5,5 миль (8,5 кілометра) віддалена від математичної точки Південного полюса. Це місце також оточили лижними поїздками.
Коли після повернення експедиції провели перевірку розрахунків Амундсена, виявилось, що полюс залишився за 2500 ярдів (2286 метрів) від табору. До того ж один з лижних пробігів Гансена проліг не далі 200 ярдів (180 метрів) від істинного полюса.
18 грудня 1911 року експедиція Амундсена залишила  Пульгайм . На випадок своєї загибелі на зворотному шляху Амундсен залишив у наметі послання  королю Норвегії і прохання  Скотту передати лист  адресату. У наметі були також залишені: секстант з дзеркальним горизонтом, циліндр від гіпсометра, три мішки, оленяче хутро і кілька рукавиць.

## Експедиція Скотта в «Пульгаймі»
Експедиція Роберта Скотта прибула на Південний полюс через 34 дні і побачила Пульгайм з норвезьким прапором. Це викликало в англійських полярників гірке розчарування, деморалізувало експедицію. У наметі вони знайшли залишені Амундсеном листи. Пізніше ці листи були виявлені з тілами Скотта і його супутників. Це був додатковий доказ підкорення Південного полюса Амундсеном.

## Пошуки намету
Намет Руаля Амундсена ніхто не бачив після того, як Роберт Фолкон Скотт з експедицією покинув Південний полюс у січні 1912 року. Було зроблено підрахунки, де має знаходитися намет на глибині 17 метрів у снігу.
У 1994 напередодні  зимових Олімпійських ігор 1994 року в Лілліхамері була зроблена спроба знайти намет Амундсена. Були організовані дві експедиції, але вони закінчилися невдало. Під час останньої загинула одна людина.